# Kościół Najświętszej Maryi Panny Królowej Polski w Jelczu-Laskowicach
Kościół Najświętszej Maryi Panny Królowej Polski – rzymskokatolicki kościół parafialny należący do dekanatu Jelcz-Laskowice archidiecezji wrocławskiej. Znajduje się w dzielnicy Jelcz.
Jest to murowana budowla poprotestancka wzniesiona po 1880 roku. Aż do końca XIX wieku w świątyni odprawiane były nabożeństwa w języku polskim. W kościele znajdują się organy, wykonane przez nieznanego budowniczego, posiadające głosów, mechaniczne: trakturę gry i trakturę rejestrów i dwie klawiatury.